# Julio Correa
Julio Correa (9 luglio 1948) è un ex calciatore uruguaiano, di ruolo centrocampista.

## Carriera

### Club
Correa ha iniziato la carriera nel club cittadino di Treinta y Tres.
Dal 1971 al 1973 gioca con gli argentini dell'Atlanta, con cui ottiene come miglior piazzamento il terzo posto gruppo finale del Nacional 1973. 
Nella stagione 1975 viene ingaggiato dagli statunitensi del N.Y. Cosmos, franchigia della NASL, con cui giunge a disputare le semifinali playoff del torneo, perse contro i futuri campioni del T.B. Rowdies.
Dopo l'esperienza statunitense torna in Argentina per giocare nel Central Córdoba (R). Ritorna nel 1976 in patria per giocare nell'Huracán Buceo, militandovi sino al 1978, ed ottenendo come miglior piazzamento il quinto posto nella Primera División Uruguaya 1976.
Nel 1978 si trasferisce in Cile per giocare nel Cobreloa, con cui dopo due secondi posti nel 1978 e 1979, vince il campionato 1980.

## Palmarès
- Campionato cileno: 1

Cobreloa: 1980